# Engina fusiformis
Engina fusiformis is een slakkensoort uit de familie van de Buccinidae. De wetenschappelijke naam van de soort is voor het eerst geldig gepubliceerd in 1865 door Pease.